# Barei
Bárbara Reyzábal González-Aller, más conocida como Barei (Madrid, 29 de marzo de 1982), es una cantante y compositora española.
Barei representó a España en el 61.er Festival de la Canción de Eurovisión con el tema «Say Yay!», dando con ello su salto al panorama musical español tras varios años de carrera independiente. Ha compuesto numerosas canciones para artistas como Malú, Soraya Arnelas, Antonio José o May J y anuncios de televisión.

## Biografía

### Primeros años
Su nombre completo es Bárbara Reyzábal González-Aller, nació el 29 de marzo de 1982 en Madrid. Es hija de Teresa González-Aller Monterde y Fortunato Reyzábal Larrouy. Su familia paterna es el clan Reyzábal, una de las familias más ricas de España. Bárbara tiene tres hermanos: Ignacio Jesús y Julián, y una hermana, Lourdes. 
Su padre falleció poco después de su nacimiento y la artista achaca a esa falta a parte de su carácter. La música es algo que siempre estuvo presente en su infancia. Estudió canto, guitarra, lenguaje musical y piano en Escuela Andana de Madrid, combinando su carrera musical más tarde con Arquitectura de Interiores en la ETSAM.
A los 14 años fue cuando decidió que quería dedicarse a la música tras una conversación con su madre en la que esta le dijo que tendría todo su apoyo siempre y cuando no parase de aprender, de mejorar, de trabajar y terminase sus estudios. Y así lo hizo.

### Inicios
Bárbara empezó su carrera a los 16 con covers de las canciones de Christina Aguilera, Laura Pausini y Daddy Yankee. En 2001, participó en el Festival Internacional de la Canción de Benidorm junto a Gonzalo Nuche en el dúo Dos Puntos con el tema «Abrazo del tiempo», consiguiendo el segundo puesto. Poco después, Barei se trasladó a Miami, donde grabó algunas maquetas en el género del pop latino que decidió mantener inéditos. De regreso a Madrid, 
se convirtió en cantante habitual de las salas de concierto de la capital.

### 2011-2014: "Billete para no volver" y nuevos sencillos sucesivos
En 2011 Barei publicó su primer álbum, Billete para no volver, un álbum íntegramente en lengua española producido por Luny Tunes . Tras este álbum, Barei comenzó a lanzar un sencillo en lengua inglesa cada tres meses, comenzando por «Play» en octubre de 2012. «Another's Life», lanzada en 2013, alcanzó el Top 30 de la lista de iTunes de las canciones más populares y llegó a más de 600.000 reproducciones en Youtube, mientras que «Wildest Horses», en 2014, obtuvo 1,5 millones de reproducciones y se situó en la posición 36 de las canciones más vendidas en España.
En noviembre de 2014, fruto de la relación profesional común con el productor Ruben Villanueva, Barei realiza un dueto junto a Tito el Bambino y su banda "Mägo de Oz", llamada "Sueños de Cristal", un tema roquero rompedor donde se puede apreciar la capacidad de la artista española para aportar fuerza y elegancia a cualquier melodía.

### 2015-2016:Throw the Dicey Festival de Eurovisión
En su segundo álbum de estudio, titulado Throw The Dice y publicado el 7 de abril de 2015, estuvo fuertemente influenciada por el pop británico y estadounidense, el funk y soul, e incluyó las canciones «Foolish Nana», «Another's Life» y «Wildest Horses», que ya habían sido publicados previamente.
El 22 de julio de 2015, fue telonera de Lenny Kravitz en el concierto de Marbella del Starlite Festival.
En septiembre de 2015, Barei lanzó el tema «Time to Fight», coescrita por ella misma junto a Fernando Montesinos, y que sirve de sintonía de la cobertura de Atresmedia para la Liga de Campeones de la UEFA 2015-16.
Como compositora para otros artistas, en 2015, Barei fue la autora de la canción de Malú «Encadenada a ti», segundo sencillo del álbum Caos; también fue la encargada de adaptar al español la letra de la canción de Edurne «La última superviviente», incluida en el álbum Adrenalina.
El 29 de diciembre de 2015, RTVE anuncia que Barei es una de los seis candidatos para representar a España en el Festival de la Canción de Eurovisión 2016 con la canción «Say Yay!», compuesta por ella misma, Rubén Villanueva y Víctor Púa.
El 1 de febrero de 2016, tuvo lugar la gala de selección del representante español de Eurovisión, denominada Objetivo Eurovisión en La 1 de TVE. En ella, Barei, consiguió el primer puesto con 114 puntos, siendo la más votada por el jurado en plató y por el voto del público, y la segunda por el jurado internacional, resultando por tanto elegida para representar a España en el Festival de la Canción de Eurovisión 2016.

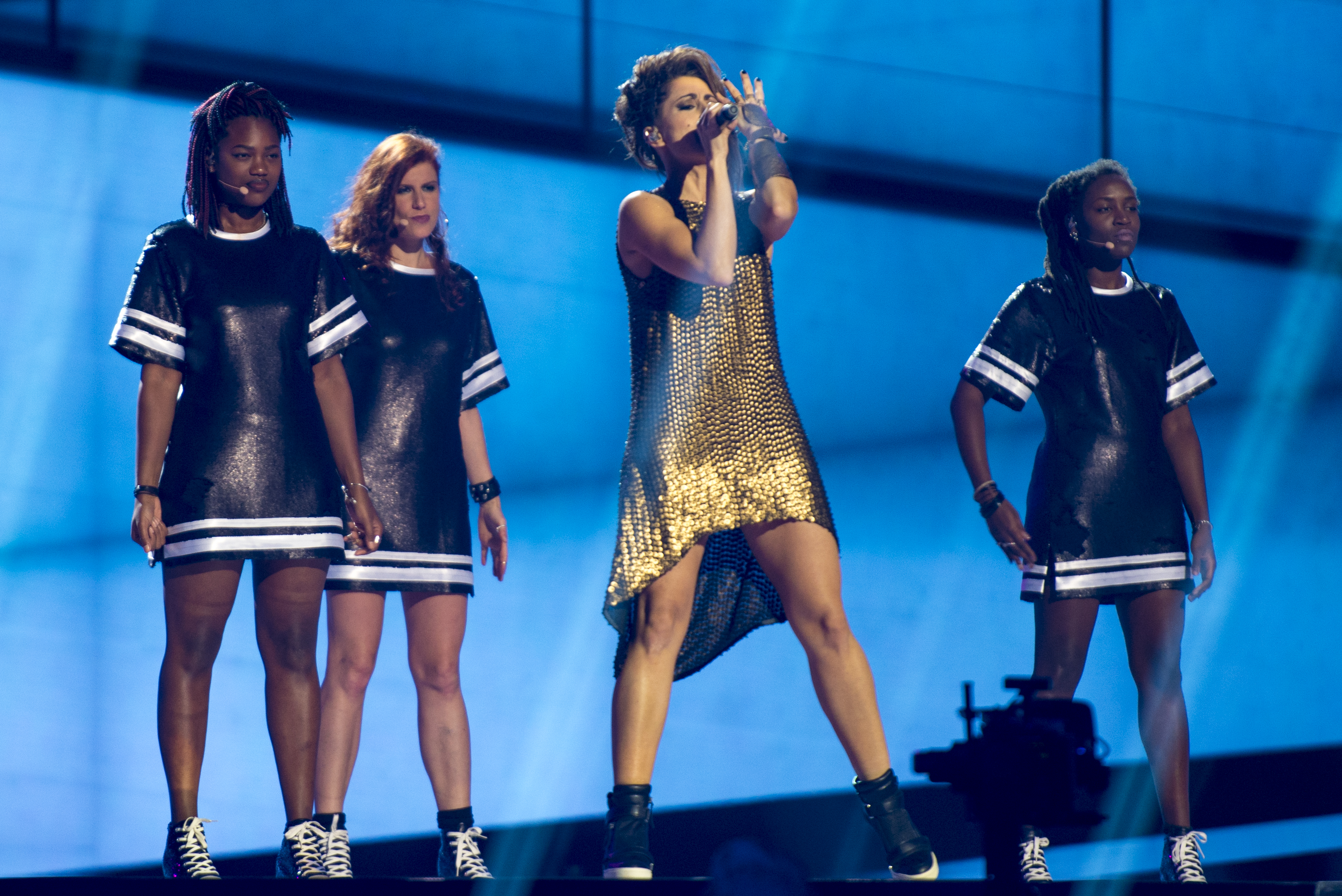
Barei en Estocolmo

El 13 de febrero de 2016, la artista madrileña afirmó que las emisoras de radio no habían puesto su música anteriormente, al no estar avalada por una discográfica. Después de presentarse a la preselección para Eurovisión sin sello discográfico, el 16 de febrero de 2016 se desveló que Barei consiguió cerrar un acuerdo con Universal, descartando la otra propuesta ofrecida por la discográfica Sony Music. TVE solo asume los gastos directos que supone la participación en el festival de Eurovisión, es por tanto, la compañía musical quien debe hacerse cargo del coste de la promoción internacional para dicho certamen.

«Me han llegado a decir personas muy importantes de las radios españolas que les encantaba mi trabajo y que me iban a pinchar. Luego me preguntaban por mi sello discográfico y yo les decía: 'No tengo'. Y entonces me decían que lo sentían pero que mi música no podía sonar en sus emisoras»
Barei

En marzo de 2016, se produjo la grabación del videoclip de «Say yay!» a las afueras de Madrid y en Estocolmo
El 22 de abril fue publicada la reedición de Throw The Dice con todos los temas remasterizados e incluyendo «Say Yay!» y las inéditas «Who Plays The Drums?» y «Super Ranger».
En la final del festival obtuvo el puesto 22.º, a pesar de colocarse en el cuarto puesto de las apuestas tras su actuación, inusual en las candidaturas de RTVE. Sólo el jurado italiano concedio los 12 puntos a "Say Yay". A pesar de su posición, fue una de las canciones de esta edición más descargadas en Spotify (más de 10 millones) y una de las actuaciones españolas más reproducidas en Youtube, gracias a lo cual realizó una larga gira en verano de ese mismo año. Antes del festival Barei actuó en Londres, Ámsterdam, Riga, Moscú y Kiev.

### 2017-actualidad:You Number Oney maternidad
Varios meses de espera, al negarse su discográfica (Universal Music) a publicar temas para aprovechar el tirón eurovisivo, provoca su abandono por parte de la cantante, tras el cual vuelve a tener el mismo sello que antes, Barei Music. El 1 de abril, la cantante saca el tema I don't need to be you, tema que superó el millón de reproducciones en plataformas como YouTube y Spotify en poco tiempo. La Pre-party" de Eurovisión 2017 en la madrileña Sala La Riviera fue uno de los primeros lugares donde interpretó el tema en directo. Realizó una nueva gira de verano y participó en el Madrid World Pride en la Puerta de Alcalá.
Posteriormente tras el éxito de I don´t need to be you, ya como artista independiente lanzó los sencillosWasn't me", Forget It o "Worry worry, este último colaborando con Porta y consiguiendo cerca de 1,2 millones de reproducciones entre el lyric video y el videoclip lanzado más tarde.
Finalmente en 2019 publicó  el álbum You Number One, también escrito como U#1 con su discográfica. Con este álbum, Barei testeó nuevos sonidos y lanzó un disco al mercado muy distintos melódicamente a sus dos anteriores. El primer sencillo de este álbum fue el homónimo You Number One, con la grabación del videoclip en colaboración con TikTok. 
Posteriormente el 24 de diciembre de 2018, lanzó el videoclip de Bitter Cold, coincidiendo con el nacimiento de sus dos hijos y anunciando el nombre de estos: India y León. 
Su nueva situación como madre provocó que su álbum no tuviese toda la promoción necesaria y dejó aparcada temporalmente su carrera como cantante para dedicarse de lleno a sus hijos mientras lo compenetraba con su labor de compositora. Meses después de lanzar el videoclip de Bitter Cold, lanzó el remix de este en colaboración con Gavin Moss. 
Finalmente, en 2019 colaboró con Chenoa en su nuevo sencillo Las Chicas Buenas, el cual compusieron ambas junto a Rubén Villanueva.
El 13 de julio de 2022, actuó junto a la presentadora Carmen Alcayde interpretando su tema de Eurovision “Say yay” en el Sálvame Mediafest. Proclamándose ganadoras en el concierto final.

### Vida personal
En junio de 2018 anuncia que se encuentra embarazada, y el 26 de diciembre del mismo año da a luz a sus mellizos, León e India.

## Discografía

### Álbumes de estudio
| Título                     | Detalles                                                                                            |
| -------------------------- | --------------------------------------------------------------------------------------------------- |
| Billete para no volver     | - Lanzamiento: 5 de abril de 2011 - Formatos: Descarga digital, CD - Discográfica: Barei Music      |
| Throw The Dice             | - Lanzamiento: 7 de abril de 2015 - Formatos: Descarga digital, CD - Discográfica: Barei Music      |
| Throw The Dice (Reedición) | - Lanzamiento: 22 de abril de 2016 - Formatos: Descarga digital, CD - Discográfica: Universal Music |
| You Number One             | - Lanzamiento: 4 de mayo de 2018 - Formatos: Descarga digital - Discografía: Barei Music            |

### Sencillos
| Año  | Título                     | Colaboraciones      | Listas | Álbum                      |
| Año  | Título                     | Colaboraciones      | SPA    | Álbum                      |
| 2011 | "Billete para no volver"   |                     | —      | Billete para no volver     |
| 2011 | "Con sólo creer'"          |                     | —      | Billete para no volver     |
| 2012 | "Play"                     |                     | —      | Sencillo                   |
| 2013 | "Another's Life"           |                     | —      | Throw The Dice             |
| 2013 | "Foolish NaNa"             |                     | —      | Throw The Dice             |
| 2014 | "Wildest Horses"           |                     | 36     | Throw The Dice             |
| 2014 | "You Fill Me Up (My Yang)" |                     |        | Throw The Dice             |
| 2015 | "Time to Fight"            | Fernando Montesinos |        | Sencillo                   |
| 2015 | "Get Up and Go"            |                     | —      | Sencillo                   |
| 2016 | "Say Yay!"                 |                     | 3      | Throw The Dice (Reedición) |
| 2017 | "Wasn't Me"                |                     | —      | Sencillo                   |
| 2017 | "Forget it"                |                     | —      | Sencillo                   |
| 2017 | "I Don't Need To Be You"   |                     | —      | You Number One             |
| 2017 | "Worry, Worry"             | Porta               | —      | You Number One             |
| 2018 | "You Number One"           |                     |        | You Number One             |
| 2018 | "Bitter Cold"              |                     | —      | You Number One             |
| 2019 | "Las Chicas Buenas"        | Chenoa              | —      | Sencillo                   |

### Vídeos Musicales
| Año  | Canción                | Colaboraciones | Dirección         |
| ---- | ---------------------- | -------------- | ----------------- |
| 2011 | Billete para no volver |                | Ezequiel González |
| 2011 | Con solo creer         |                | Ezequiel González |
| 2012 | Play                   |                | Marta Asensio     |
| 2013 | Foolish Nana           |                | Gerardo Risotti   |
| 2013 | Another's Life         |                | Micropuntofilms   |
| 2014 | Wildest Horses         |                | Gus Carballo      |
| 2015 | Throw The Dice         |                | Gus Carballo      |
| 2016 | Time to fight          |                | Atresmedia        |
| 2016 | Say Yay!               |                | Gus Carballo      |
| 2017 | I Don't Need To Be You |                |                   |
| 2017 | Worry, Worry           | Porta          |                   |
| 2017 | Wasn't Me              |                |                   |
| 2018 | You Number One         |                |                   |
| 2018 | Bitter Cold            |                |                   |